# Tibouchina durangensis
Tibouchina durangensis är en tvåhjärtbladig växtart som beskrevs av Paul Carpenter Standley. Tibouchina durangensis ingår i släktet Tibouchina och familjen Melastomataceae. Inga underarter finns listade i Catalogue of Life.